# Algoz e Tunes
Algoz e Tunes (llamada oficialmente União das Freguesias de Algoz e Tunes) es una freguesia portuguesa del municipio de Silves, distrito de Faro.

## Historia
Fue creada el 28 de enero de 2013 en aplicación de una resolución de la Asamblea de la República de Portugal promulgada el 16 de enero de 2013 con la unión de las freguesias de Algoz y Tunes, pasando su sede a estar situada en la antigua freguesia de Algoz.

## Demografía
| Gráfica de evolución demográfica de Algoz e Tunes entre 2011 y 2021 |
|                                                                     |
| Datos según el nomenclátor publicado por el INE portugués.          |